# Amfreville-Saint-Amand
Amfreville-Saint-Amand is een gemeente in het Franse departement Eure (regio Normandië). De plaats maakt deel uit van het arrondissement Bernay. Amfreville-Saint-Amand is op 1 januari 2016 ontstaan door de fusie van de gemeenten Amfreville-la-Campagne en Saint-Amand-des-Hautes-Terres. De gemeente telde 1.200 inwoners op 1 januari 2022.

## Geografie
De oppervlakte van Amfreville-Saint-Amand bedraagt 9,62±0 vierkante kilometer; de bevolkingsdichtheid is 124 inwoners per km² (per 1 januari 2019).

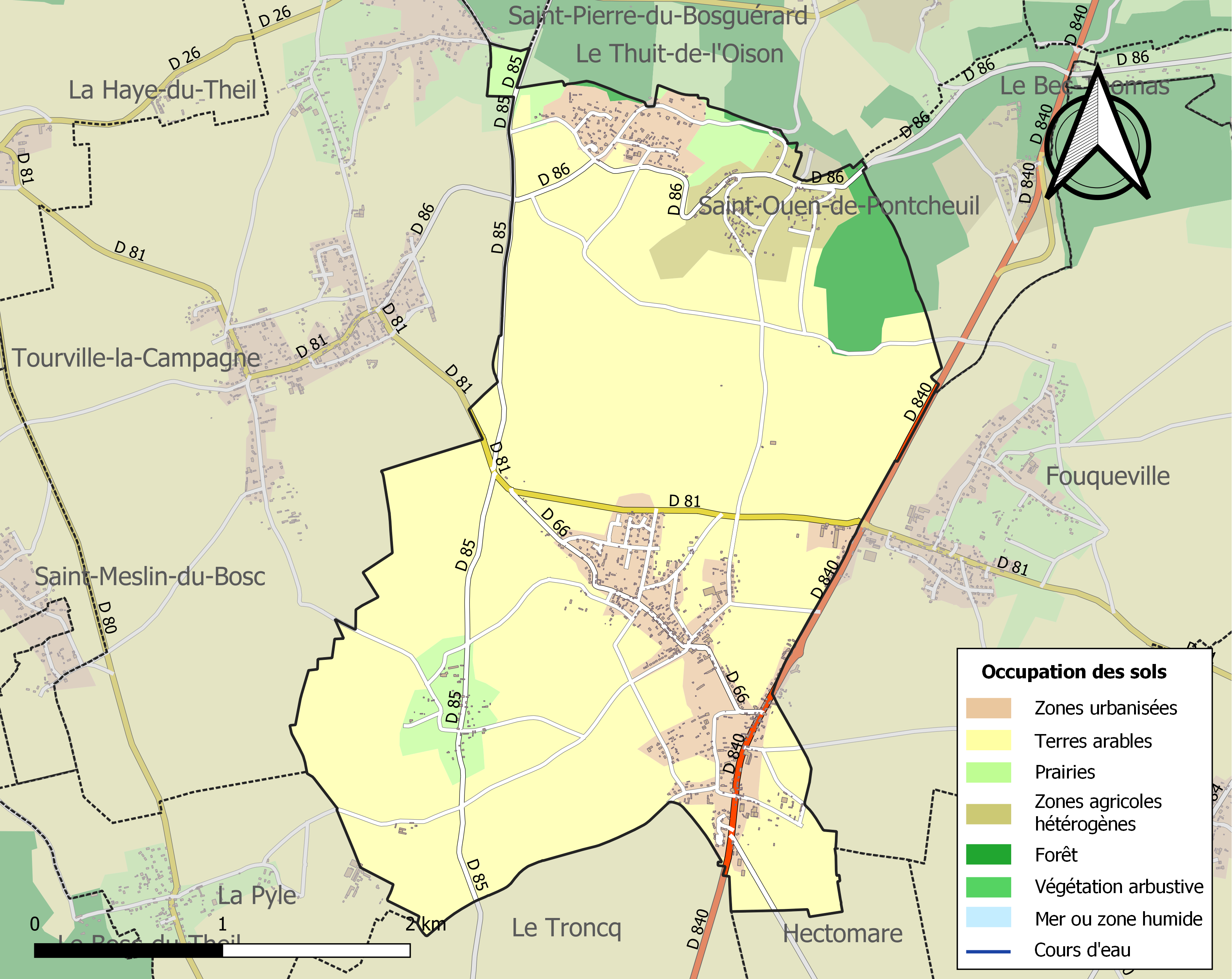
Kaart van de gemeente met belangrijkste infrastructuur, bodemgebruik en omliggende gemeenten